# نورمواجيرفي
نورمواجيرفي هي بحيرة متوسطة الحجم تقع في منطقة مستجمعات المياه الرئيسي كيميوكي. وهي موجودة في سيسما في منطقة بايات هامي.

## روابط خارجية
- "Nuoramoisjärvi in Järviwiki Web Service". jarviwiki.fi (بالفنلندية). Archived from the original on 2019-12-15. (The English version was not available as of 13 July 2014.)